# Hummingbird Highway

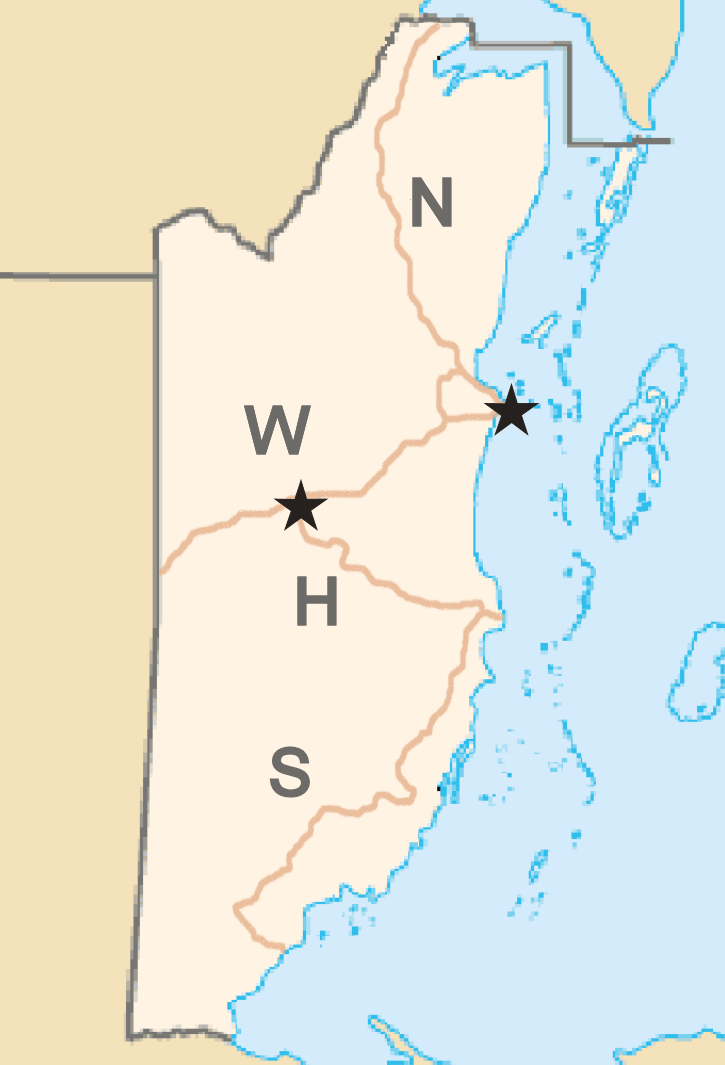
Highways in Belize. H bezeichnet den Hummingbird Highway

Der Hummingbird Highway ist einer der vier großen Highways im mittelamerikanischen Belize.
Er beginnt am George Price Highway bei Belmopan und mündet in den Southern Highway bei Dangriga. Teilweise folgt der Verlauf der ehemaligen Stann Creek Railway. Der Highway ist rund 90 Kilometer lang und durchquert die Ausläufer der Maya Mountains, wobei er mehrere kleine Ansiedlungen wie Armenia und St. Matthew passiert. In der Nähe des Highways befinden sich der Blue Hole National Park und der Five Blues Lake National Park. Etwas mehr als zehn Kilometer vor Dangriga stößt der Hummingbird Highway auf den Southern Highway.
Die Fahrzeit von Belmopan nach Dangriga beträgt rund 45 Minuten.